# Spontaneous Combustion (álbum)
Spontaneous Combustion é um álbum do grupo Liquid Tension Experiment, resultado das improvisações de estúdio que ocorreram enquanto John Petrucci estava com sua esposa enquanto ela estava em trabalho de parto. O trio composto por Mike Portnoy, Tony Levin e Jordan Rudess continuou a compor durante este período, e o resultado das gravações foi lançado como um álbum em 23 de outubro de 2007. Umas poucas canções de Liquid Tension Experiment 2 foram expandidas desses improvisos, incluindo "914", "Chewbacca" e "Liquid Dreams".

## Faixas
| N.º | Título                          | Duração |  |
| 1.  | "Chris & Kevin's Bogus Journey" | 7:54    |  |
| 2.  | "Hot Rod"                       | 6:21    |  |
| 3.  | "RPP"                           | 3:06    |  |
| 4.  | "Hawaiian Funk"                 | 4:39    |  |
| 5.  | "Cappuccino"                    | 3:26    |  |
| 6.  | "Jazz Odyssey"                  | 8:49    |  |
| 7.  | "Fire Dance"                    | 8:23    |  |
| 8.  | "The Rubberband Man"            | 6:52    |  |
| 9.  | "Holes"                         | 4:38    |  |
| 10. | "Tony's Nightmare"              | 2:49    |  |
| 11. | "Boom Boom"                     | 6:33    |  |
| 12. | "Return of the Rubberband Man"  | 9:43    |  |
| 13. | "Disneyland Symphony"           | 4:47    |  |

## Integrantes
- Tony Levin – baixo
- Mike Portnoy – bateria
- Jordan Rudess – teclado